# Бой у Чемульпо
Бой у Чемульпо́ (яп. 仁川沖海戦 Дзинсэнъоки кайсэн, кор. 제물포 해전) — морское сражение в начале Русско-японской войны, состоявшееся 27 января (9 февраля) 1904 года вблизи города Чемульпо (устаревшее название города Инчхона) в Корее между русскими крейсером «Варяг» и канонерской лодкой «Кореец» под общим командованием капитана 1-го ранга Всеволода Руднева и японской эскадрой контр-адмирала Уриу Сотокити.
Командующий японской эскадрой, включавшей в себя 2 броненосных и 4 бронепалубных крейсера, а также 8 миноносцев, успешно высадил десант и заблокировал русские корабли в порту, после чего вынудил их выйти на внешний рейд и принять бой в невыгодных для них условиях. В ходе боя «Варяг» получил ряд повреждений, вышел из боя и вместе с «Корейцем» вернулся в порт, где русские корабли впоследствии были уничтожены своими командами, перешедшими на нейтральные суда.

## Предыстория

### Ситуация в Чемульпо в начале 1904 года

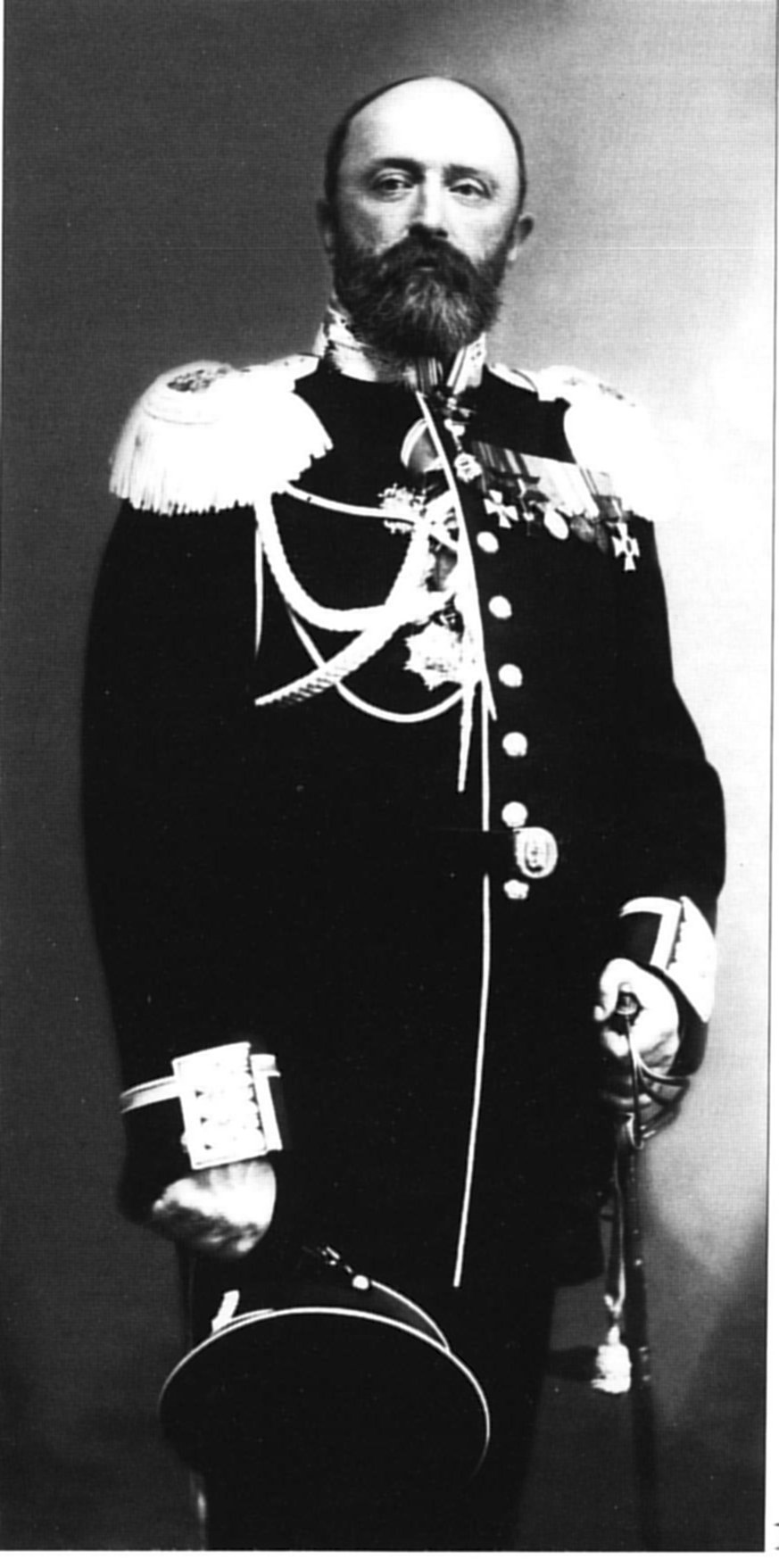
Командир «Варяга» капитан 1-го ранга Всеволод Руднев

Русские крейсер «Варяг» и канонерская лодка «Кореец» находились с дипломатической миссией в заливе у города Чемульпо, который был портом корейской столицы Сеула. Там же находились японский крейсер «Чиода», британский крейсер «Талбот», французский крейсер «Паскаль», итальянский крейсер «Эльба», американская канонерская лодка «Виксбург», корейский военный пароход «Янму», а также несколько транспортных судов, в том числе русский пароход «Сунгари», принадлежавший обществу КВЖД. «Варяг» прибыл в Чемульпо 11 января 1904 года (сменив крейсер «Боярин»), «Кореец» — 18 января 1904 года (сменив канонерскую лодку «Гиляк»). Согласно предписанию начальника Тихоокеанской эскадры О. Старка, «Варяг» поступал в распоряжение русского посланника в Корее А. Павлова. Основной задачей как русских кораблей, так и иностранных судов являлась защита дипломатических представительств в Сеуле в случае осложнения внутренней обстановки, при помощи высадки десантов. Важной задачей японского крейсера «Чиода» (командир — капитан 1-го ранга К. Мураками) являлось также наблюдение за русскими кораблями. Его командир не исключал прихода в порт русской эскадры и высадки войск, в этом случае он планировал выброситься на берег в порту и вести огонь по русской эскадре вплоть до подхода основных сил японского флота.
16 января 1904 года Корея выступила с заявлением о своём нейтралитете в случае войны между Россией и Японией. 6 февраля 1904 года Япония объявила о разрыве дипломатических отношений с Россией. В этот же день командир «Чиоды» получил по телеграфу приказ выйти из порта и к утру 8 февраля соединиться с 4-м Боевым отрядом японского флота, а затем — телеграмму военного агента в Сеуле о захвате японскими кораблями двух русских торговых судов в Пусане. Опасаясь атаки «Варяга» и «Корейца», Мураками привёл «Чиоду» в боевую готовность и предложил морскому министру действовать на опережение — внезапно атаковать русские корабли торпедами и артиллерийским огнём, но получил отрицательный ответ. В 23:55 7 февраля «Чиода» скрытно, без огней снялась с якоря и на скорости 12 узлов вышла с рейда в море в условиях практически нулевой видимости и при неработающих береговых навигационных огнях.
Командир «Варяга» и русский посланник в Корее не имели официальной информации о разрыве дипломатических отношений, поскольку с 6 февраля 1904 года министр связи Японии издал приказ, согласно которому находившиеся под контролем японцев телеграфные станции Кореи задерживали телеграммы, содержавшие важную информацию; согласно русским источникам, задержки телеграмм начались ещё раньше, и с конца января 1904 года командир «Варяга» и российская дипломатическая миссия в Корее фактически оказались в информационной изоляции. Узнав от командиров иностранных кораблей о разрыве дипломатических отношений, Руднев 6 февраля направил телеграмму в Порт-Артур, а не получив на неё ответа, на следующий день направился на поезде в Сеул для переговоров с посланником, предложив тому эвакуировать миссию на «Варяге» и «Корейце». Не имея разрешения от руководства, посланник отказался, предложив отправить с донесениями в Порт-Артур «Кореец». Вернувшись в Чемульпо, Руднев приказал командиру канонерской лодки готовиться к выходу в Порт-Артур 8 февраля.

### Высадка японских войск в Чемульпо

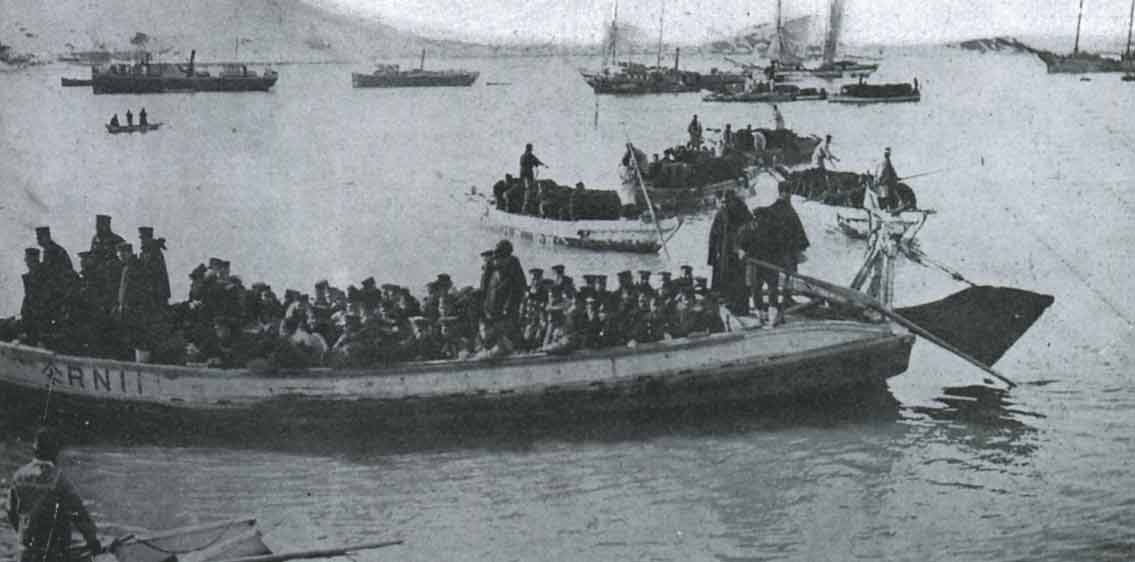
Высадка японских войск в Чемульпо

6 февраля в японской военно-морской базе Сасебо была завершена погрузка на транспорты «Дайрэн-мару» и «Отару-мару» экспедиционного отряда японской армии, сформированного из состава 12-й дивизии, численностью 2252 человека. В этот же день транспорты в сопровождении кораблей 4-го Боевого отряда под командованием С. Уриу направились к Чемульпо. Высадка непосредственно в Чемульпо планировалась только при отсутствии русских кораблей, в противном случае высадка должна была производиться в заливе Асанман. Утром 8 февраля к отряду присоединилась «Чиода», и к 12:30 японские корабли прибыли в залив Асанман. Получив информацию командира «Чиоды» о том, что русские корабли не склонны предпринимать враждебные действия, а также учитывая, что Чемульпо являлся намного более удобным местом для высадки, чем Асанман, Уриу принял решение произвести высадку в Чемульпо. Из-за нейтрального статуса порта приказ Уриу предусматривал атаку русских кораблей только в том случае, если они первыми откроют огонь по японским судам. В 14:30 японские корабли снялись с якорей и направились в Чемульпо.
8 февраля в 15:40 канонерская лодка «Кореец», приняв доставленное из Сеула донесение, снялась с якоря и направилась в Порт-Артур. При выходе с рейда корабль встретил японскую эскадру в составе шести крейсеров («Асама», «Чиода», «Нанива», «Такачихо», «Ниитака», «Акаси»), четырёх миноносцев и трёх транспортов. Японские корабли восприняли канонерскую лодку как потенциальную угрозу транспортам и начали маневрирование с целью прикрыть их от возможной атаки, одновременно затруднив движение «Корейца» (согласно утверждениям командира канонерской лодки, крейсер «Асама» встал поперёк курса лодки; японские источники этого не подтверждают). При этом миноносец «Цубамэ» в ходе маневрирования наскочил на камни и повредил винты, вследствие чего его максимальная скорость снизилась до 12 узлов. Командир «Корейца» Г. Беляев принял решение о возвращении; в ходе разворота лодки командир миноносца «Кари» с дистанции 300 м по своей инициативе атаковал канонерскую лодку торпедой, от которой та уклонилась маневрированием. Далее в атаку вышли миноносцы «Хато» и «Аотака», первый выпустил торпеду и промахнулся, второй вследствие большой дистанции от пуска торпед отказался. Командир «Корейца» Беляев в своём рапорте указывал о пуске японскими миноносцами трёх торпед, что не подтверждается японскими данными, где говорится только о двух торпедах. В ответ «Кореец» открыл огонь, выпустив из 37-мм орудия 2 (по русским данным) или 12—16 (по японским данным) снарядов, также не добившись попаданий. В связи со входом в нейтральные воды огонь был прекращён практически сразу же.

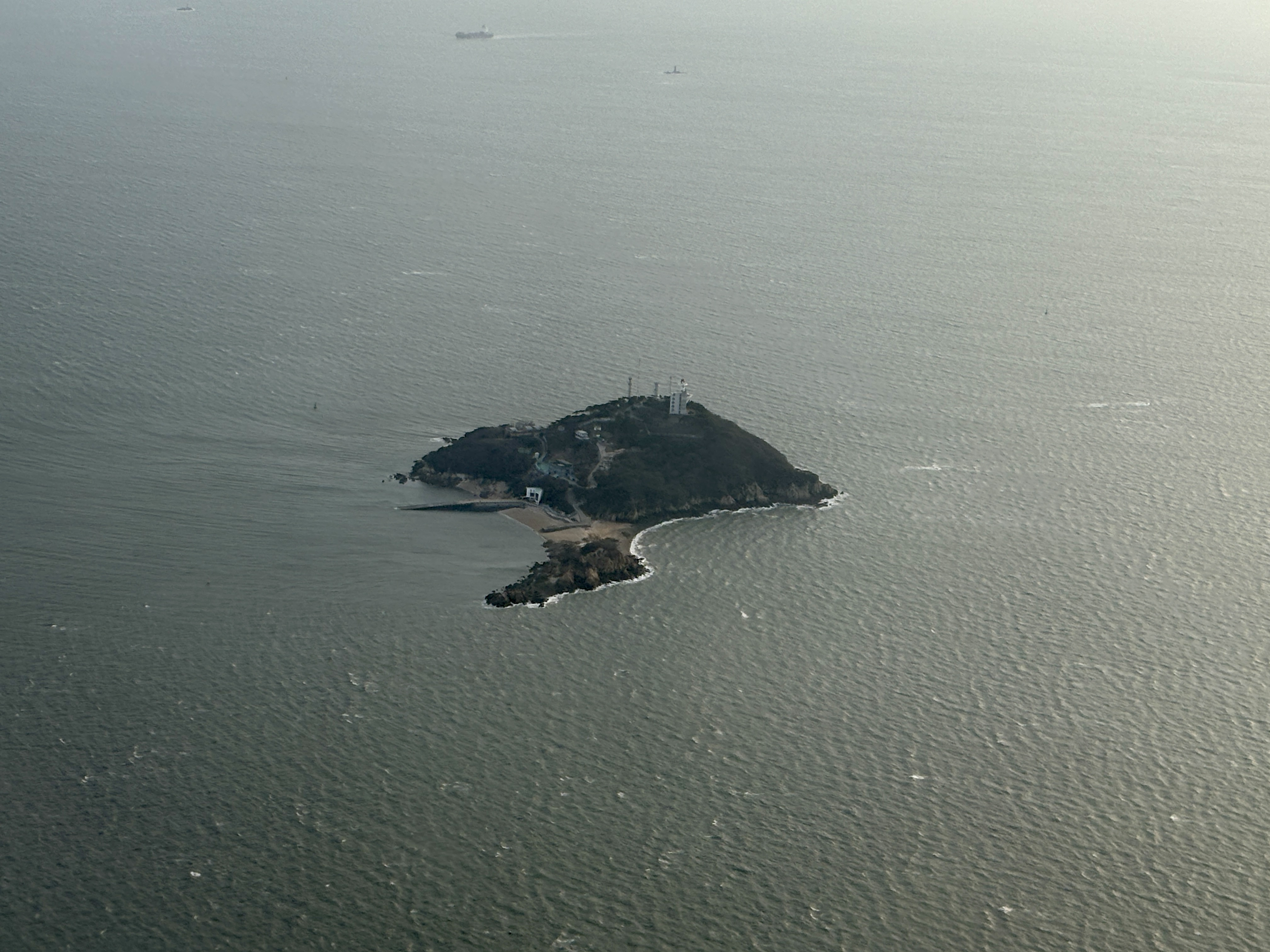
Остров Пхамильдо

«Кореец» вернулся на якорную стоянку и был подготовлен к бою — заряжены орудия и выставлены расчёты, поддерживался пар во всех котлах. Вслед за ним подошли японские корабли, которые прошли по периметру якорной стоянки, и убедились в том, что русские не предпринимают враждебных действий, в 17:50 приступили к высадке экспедиционного отряда, которая продолжалась до 02:30 9 февраля. Прикрытие высадки осуществляли крейсера «Чиода», «Такачихо», «Акаси», а также миноносцы 9-го отряда (последние встали попарно вблизи «Варяга» и «Корейца», направив на них торпедные аппараты). Остальные японские крейсера, а также миноносцы 14-го отряда (подошедшего из залива Асанман) заняли позицию к западу от острова Пхамильдо (팔미도, вблизи выхода из Чемульпо, в русских источниках фигурирует как остров Йодолми), имея целью как препятствовать возможному ночному прорыву «Варяга» и «Корейца», так и защищать район высадки в случае подхода русских кораблей из Порт-Артура. Миноносцы 9-го отряда, согласно приказу Уриу, в случае попытки русских кораблей прорваться из бухты должны были сопровождать их до Пхамильдо, где совместно с миноносцами 14-го отряда атаковать и уничтожить. В 22:00 8 февраля к Чемульпо подошло японское авизо «Тихая»; Уриу приказал ему направиться в залив Асанман для защиты транспортов. Утром 9 февраля японские корабли покинули якорную стоянку Чемульпо, при этом транспорты направились в залив Асанман.
Русские корабли не препятствовали действиям японцев и не пытались прорваться в море. «Варяг» был подготовлен к бою, согласно донесению его командира, «без огласки» — к орудиям были поданы боеприпасы, задраены водонепроницаемые перегородки, подготовлены шланги для тушения пожаров. Пары в котлах, кроме необходимых для обеспечения жизнедеятельности корабля на стоянке, не разводились, соответственно корабль не мог быстро дать ход. «Кореец» стоял готовым к бою с парами во всех котлах. На обоих кораблях расчёты находились у орудий.

### Дипломатические действия

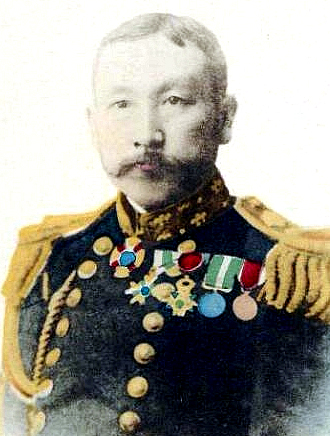
Командующий японской эскадрой контр-адмирал Уриу Сотокити

8 февраля, после возвращения «Корейца» на якорную стоянку, командир «Варяга» Руднев направился к старшему на рейде командиру английского крейсера «Талбот» Л. Бэйли, сообщив ему об атаке канонерской лодки японскими миноносцами. Бэйли, в свою очередь, около 19:00 посетил крейсер «Такачихо» и имел беседу с его командиром, заявив о нейтральности рейда Чемульпо и недопустимости ведения на нём боевых действий. Относительно атаки «Корейца» командир «Такачихо» капитан 1-го ранга И. Мори заявил, что не имеет информации об этом и не исключает какой-либо ошибки. Далее Бэйли направился на «Варяг», где сообщил Рудневу содержание разговора с японским командиром. В 20:30 Уриу получил постановление японского правительства, содержащее разрешение на ведение боевых действий в территориальных водах Кореи. В 22:30 командир «Чиоды» Мураками прибыл на «Талбот» для беседы с Бэйли, в ходе которой последний сообщил ему о предполагаемых планах русских, в частности, о возможном выходе в Порт-Артур парохода «Сунгари».
Уриу принял решение навязать русским кораблям бой либо на внешнем рейде, за пределами территориальных вод, либо непосредственно в порту. С 6:40 до 8:00 9 февраля Мураками доставил командирам иностранных кораблей письмо Уриу, в котором сообщалось о начале войны с Россией и предлагалось до 16:00 того же дня сменить места якорных стоянок, чтобы в случае боя в порту нейтральные корабли не подвергались опасности. В 8:00 о содержании этого письма стало известно Рудневу от командира французского крейсера «Паскаль». Руднев немедленно вызвал командира «Корейца» и сообщил ему о начале войны, а сам направился на «Талбот».
На английском крейсере состоялось совещание с участием командиров английского, французского и итальянского крейсеров (командир американского корабля от участия в совещании отказался). По итогам совещания было решено направить Уриу коллективный протест, который был доставлен английским катером на «Наниву» в 11:55, за несколько минут до начала боя. Одновременно командиры нейтральных судов приняли и довели до сведения Руднева решение, что если русские корабли останутся в порту, корабли нейтралов до 16:00 сменят места якорных стоянок на безопасные в случае возможного боя. Просьба Руднева о сопровождении русских кораблей нейтральными до границ территориальных вод Кореи была ими отклонена, как нарушающая нейтралитет. В 9:30 Руднев на борту «Талбота» получил переданное через консула письмо Уриу, в котором ему предлагалось до 12:00 9 февраля выйти из порта, в противном случае русские корабли будут атакованы в порту; в это же время последний из ещё остававшихся в порту японских кораблей, крейсер «Чиода», снялся с якоря и направился на внешний рейд. Имеются свидетельства, что результат совещания подорвал психологическое состояние командира «Варяга».

## Ход сражения

### Силы сторон
Со стороны Японии в бою принимали участие броненосные крейсера «Асама» и «Чиода», бронепалубные крейсера «Нанива», «Такачихо», «Ниитака», «Акаси» и три миноносца 14-го отряда («Хаябуса», «Тидори» и «Манадзуру»). Миноносцы 9-го отряда грузились в заливе Асанман углём и водой с транспорта «Касуго-мару», а авизо «Тихайя» и миноносец 14-го отряда «Касасаги» находились в дозоре у острова Моктокто и, таким образом, в бою не участвовали.
| Корабль                       | Корабль          | Тип                   | Год постройки    | Водоизмещение (нормальное), т | Максимальная скорость на сдаточных испытаниях, уз. | Максимальная скорость на последних ходовых испытаниях, уз. | Вооружение                                    | Вес бортового залпа, кг |
| Японские корабли              | Японские корабли | Японские корабли      | Японские корабли | Японские корабли              | Японские корабли                                   | Японские корабли                                           | Японские корабли                              | Японские корабли        |
| ----------------------------- | ---------------- | --------------------- | ---------------- | ----------------------------- | -------------------------------------------------- | ---------------------------------------------------------- | --------------------------------------------- | ----------------------- |
| Асама (броненосный крейсер)   | «Асама»          | Броненосный крейсер   | 1899             | 9710                          | 22,1                                               | 19,5 (28.08.1901)                                          | 4×203-мм; 14×152-мм; 12×76-мм                 | 733                     |
| Чиода (крейсер)               | «Чиода»          | Броненосный крейсер   | 1890             | 2439                          | 19,5                                               | 17,4 (27.09.1903)                                          | 10×120-мм                                     | 122                     |
| Нанива (крейсер)              | «Нанива»         | Бронепалубный крейсер | 1885             | 3709                          | 17,1                                               | 17,8 (23.08.1902)                                          | 8×152-мм                                      | 227                     |
| Такачихо (крейсер)            | «Такачихо»       | Бронепалубный крейсер | 1886             | 3709                          | 18,0                                               | 16,4 (10.07.1903)                                          | 8×152-мм                                      | 227                     |
| Ниитака (крейсер)             | «Ниитака»        | Бронепалубный крейсер | 1904             | 3500                          | 17,3                                               | 20,0 (06.02.1904)                                          | 6×152-мм; 10×76-мм                            | 210                     |
| Акаси (бронепалубный крейсер) | «Акаси»          | Бронепалубный крейсер | 1899             | 2700                          | 19,5                                               | 17,0 (27.08.1903)                                          | 2×152-мм; 6×120-мм                            | 152                     |
| Миноносцы типа «Хаябуса»      | «Хаябуса»        | Миноносец             | 1900             | 152                           | 29,0                                               | ?                                                          | 1×57-мм; 2×47-мм; 3×457-мм торпедных аппарата | -                       |
| Миноносцы типа «Хаябуса»      | «Тидори»         | Миноносец             | 1901             | 152                           | 28,9                                               | ?                                                          | 1×57-мм; 2×47-мм; 3×457-мм торпедных аппарата | -                       |
| Миноносцы типа «Хаябуса»      | «Манадзуру»      | Миноносец             | 1900             | 152                           | 28,8                                               | 26,0 (29.08.1903)                                          | 1×57-мм; 2×47-мм; 3×457-мм торпедных аппарата | -                       |
| Русские корабли               |                  |                       |                  |                               |                                                    |                                                            |                                               |                         |
| Варяг (бронепалубный крейсер) | «Варяг»          | Бронепалубный крейсер | 1901             | 6500                          | 24,6                                               | 21,8 (16.10.1903)                                          | 12×152-мм; 12×75-мм                           | 278                     |
| Кореец (канонерская лодка)    | «Кореец»         | Канонерская лодка     | 1888             | 1213                          | 13,7                                               | ?                                                          | 2×203-мм; 1×152-мм; 4×107-мм                  | 154                     |

Наиболее мощным и боеспособным кораблём, участвовавшим в бою с японской стороны, являлся броненосный крейсер «Асама» (официально классифицировался как крейсер 1-го класса). Он был наиболее крупным, имевшим наибольшую скорость, лучше вооружённым и защищённым среди крейсеров эскадры Уриу. Броневая защита крейсера включала в себя броневой пояс, прикрывавший практически всю ватерлинию (за исключением небольшого участка в корме), толщиной 178 мм в центральной части (между башнями главного калибра) и 87 мм в оконечностях. Кроме того, за поясом располагались скосы броневой палубы толщиной 63 мм. Над главным броневым поясом располагался верхний пояс длиной 65 м (около половины длины корабля) толщиной 127 мм. Орудия калибра 203 мм размещались в двух башнях, защищённых 152-мм бронёй. Такую же толщину имело и бронирование казематов, в которых располагались 10 из 14 орудий калибра 152 мм (оставшиеся 4 орудия находились на верхней палубе и прикрывались лишь противоосколочными коробчатыми щитами). Силовая установка корабля использовала морально устаревшие огнетрубные цилиндрические котлы (дым выводился в две трубы), которые по сравнению с более совершенными водотрубными котлами (Бельвиля, Никлосса и т. п.) значительно медленнее поднимали пар. Согласно тактическому формуляру (Приложение к Боевой инструкции Объединённого флота), максимальная скорость корабля оценивалась в 20,5 узлов.
Крейсер «Чиода» классифицировался как броненосный (официально в японском флоте — как крейсер 3-го класса), поскольку он имел узкий (высотой 1,5 м) броневой пояс толщиной 114 мм, прикрывавший около 65 % ватерлинии. Дополнительная защита обеспечивалась броневой палубой толщиной 25 мм (скосы 37 мм). Основное артиллерийское вооружение состояло исключительно из 120-мм орудий. Силовая установка использовала современные водотрубные котлы Бельвиля, дым выводился в единственную трубу. Факторами, отрицательно влиявшими на боеспособность корабля, являлись продолжительный перерыв в учебных стрельбах, нестабильная работа машин, использование низкокачественного японского угля и обросшее за время службы стационаром днище судна, вследствие чего крейсер не мог поддерживать максимальную скорость хода. В результате, заняв по итогам боя среди японских кораблей третье место по количеству выпущенных снарядов, «Чиода» не добилась ни одного попадания. Согласно тактическому формуляру, максимальная скорость корабля оценивалась в 19 узлов.
Однотипные бронепалубные крейсера «Нанива» и «Такачихо» (официально классифицировались как крейсера 2-го класса) были самыми старыми в японской эскадре, к моменту боя срок их службы составлял 18 лет. Их броневая защита была представлена бронепалубой толщиной 51 мм (на скосах — 76 мм). В 1900 году корабли были перевооружены на орудия современного типа. Силовая установка включала в себя морально устаревшие горизонтальные паровые машины двойного расширения и цилиндрические котлы, дым из которых выводился в единственную трубу. Согласно тактическому формуляру, максимальная скорость кораблей оценивалась в 18 узлов.
Бронепалубный крейсер «Ниитака» (официально классифицировался как крейсер 3-го класса) был самым молодым среди японских кораблей, он был сдан флоту 27 января 1904 года, то есть за 2 недели до боя, при этом в связи с необходимостью скорейшего ввода в строй корабль не прошёл полной программы испытаний. Броневая защита корабля была представлена бронепалубой толщиной 37 мм (на скосах — 63 мм). Силовая установка современного типа (машины тройного расширения, водотрубные котлы Никлосса, три дымовых трубы) в бою работала нестабильно. Самым слабым из японских крейсеров являлся «Акаси» (официально классифицировался как крейсер 3-го класса). Корабль был защищён бронепалубой толщиной 25 мм (на скосах — 51 мм), силовая установка использовала цилиндрические котлы, крейсер имел две дымовых трубы. Согласно тактическому формуляру, максимальная скорость кораблей оценивалась в 20 узлов.
Бронепалубный крейсер «Варяг» (официально — крейсер 1-го ранга) на момент боя прослужил всего три года, являясь одним из новейших крейсеров русского императорского флота. Силовая установка крейсера состояла из паровых машин мощностью 20 000 л. с. (для сравнения, значительно более крупный «Асама» имел машины мощностью 18 000 л. с.) и 30 водотрубных котлов Никлосса. Котлы были скомпонованы в четырёх котельных отделениях, каждое из которых имело собственную дымовую трубу, что повышало живучесть силовой установки. Максимальная скорость, достигнутая на испытаниях, составляла 24,59 узла, средняя скорость на 12-часовых испытаниях — 23,2 узла. На испытаниях в октябре 1903 года, проводившихся при работе машин на сниженных по сравнению с проектными значениями характеристиках (давление пара 15 атм при проектных 18 атм), обороты валов были доведены до 140 об/мин. (при проектных 160 об/мин.), что соответствовало скорости 21,8 узлов при проектной осадке. Броневая защита корабля была представлена бронепалубой толщиной 38 мм (на скосах — 76 мм), бронёй были защищены также основания дымоходов, элеваторы подачи боеприпасов, боевая рубка и идущая от неё коммуникационная труба. В качестве недостатков крейсера отмечается отсутствие какой-либо защиты артиллерии (не было даже броневых щитов) и не вполне удачное её расположение (в бортовом залпе могли участвовать только 6 из 12 орудий главного калибра; в то же время, строго в нос и корму могли вести огонь по 4 орудия).
Канонерская лодка «Кореец» к 1904 году имела возраст 16 лет. При довольно сильном вооружении (вес бортового залпа был сопоставим с таковым японских крейсеров 3-го класса, а при ведении огня прямо по курсу русский корабль имел огневое преимущество) лодка имела скорость лишь 13 узлов и была очень слабо бронирована (оборудована только броневой палубой толщиной 10 мм и щитами орудий). Недостатком артиллерийского вооружения «Корейца» было использование устаревших орудий, имевших худшие баллистические характеристики и меньшую скорострельность по сравнению с современными орудиями, установленными на «Варяге» и японских кораблях.
По бортовому залпу японская эскадра имела преимущество перед «Варягом» и «Корейцем» в 3,9 раза — 1671 кг против 432 кг. В то же время, из-за узости фарватера и невозможности одновременного ввода в бой всех кораблей, в полной мере реализовать это преимущество японской эскадре было затруднительно. План боя с японской стороны предусматривал разделение эскадры на три группы и последовательное их введение в бой по мере продвижения русских кораблей по фарватеру.

### Планы сторон

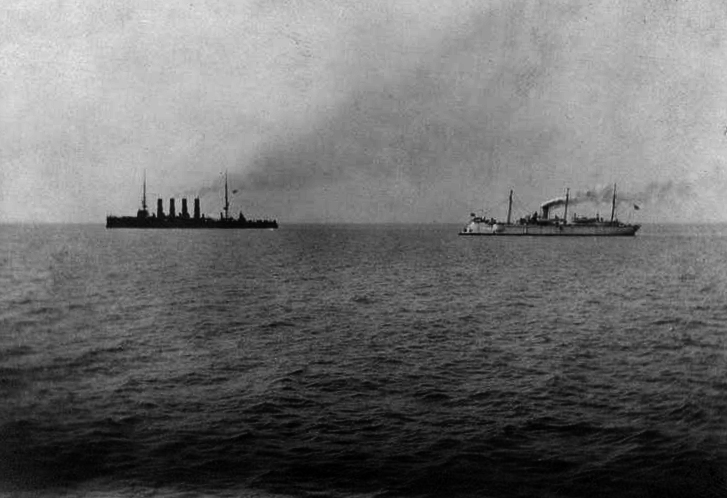
«Варяг» и «Кореец» выходят на бой

У японской стороны имелся подробный план боя, доведённый приказом Уриу до командиров кораблей в 9:00 9 февраля. Он предусматривал два основных варианта развития событий — в случае попытки прорыва русских кораблей и в случае отказа их от прорыва. В первом случае, учитывая стеснённость фарватера, Уриу выделил три рубежа перехвата русских кораблей, на каждом из которых должна была действовать своя тактическая группа: в первую группу была назначена «Асама», во вторую — «Нанива» (флагман Уриу) и «Ниитака», в третью — «Чиода», «Такачихо» и «Акаси». Основная роль отводилась «Асаме», как наиболее сильному кораблю отряда. В случае отказа русских кораблей от прорыва, Уриу планировал атаковать их в порту торпедами силами 9-го отряда миноносцев (если бы нейтральные суда не покинули бы свои якорные стоянки), либо артиллерией и торпедами силами всей эскадры.
Русская сторона проработанного плана боя не имела. Ещё на борту «Талбота» Руднев принял решение идти на прорыв, о чём сообщил командирам нейтральных судов. Вернувшись на борт «Варяга» в 10:00, Руднев провёл короткое совещание с офицерами корабля, на котором было поддержано его решение о прорыве, а также единогласно решено в случае неудачи прорыва взорвать корабль; офицеры получили инструкции к бою. Командир «Корейца» Беляев на совещание приглашён не был и о планах Руднева не уведомлялся, канонерскую лодку начали готовить к бою сразу по прибытии её командира, сообщившего офицерам и команде о начале войны. С борта «Корейца» было выброшено всё лишнее дерево, обрублены стеньги мачт для затруднения противнику определения расстояния до корабля. «Варяг» начали готовить к бою в 9:30 — были подняты пары в котлах, по некоторым сведениям — также выбрасывалось за борт дерево. В 11:00 Руднев выступил перед командой с короткой речью, в которой сообщил ей о начале войны и своём решении принять бой.

### Сражение

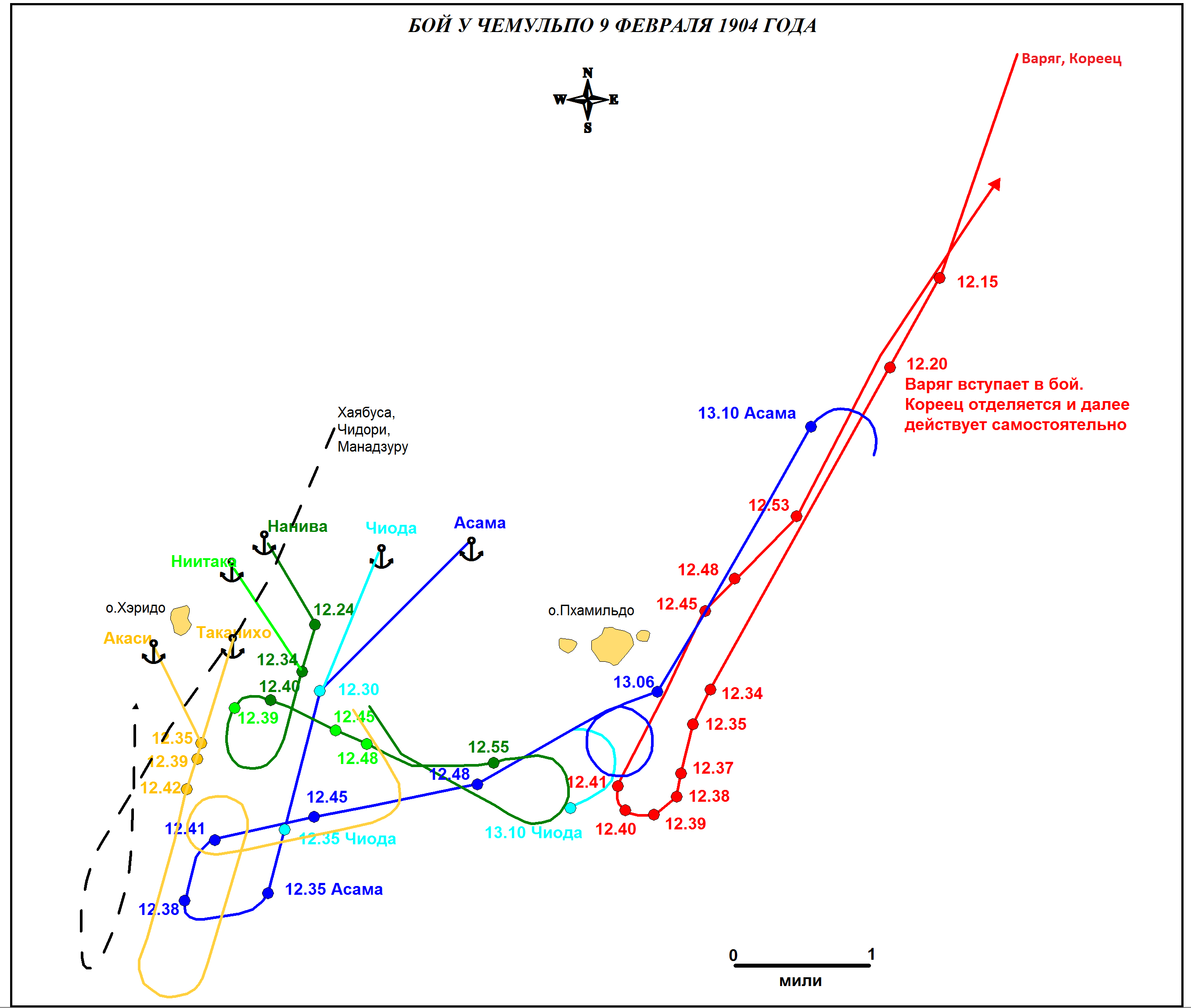
Схема боя

9 февраля 1904 года в районе Чемульпо стояла ясная погода, температура воздуха составляла 6 °С, волнение практически отсутствовало. К моменту начала боя начался отлив, который, складываясь с течением реки, создавал попутное для русских кораблей течение скоростью около 4 узлов.
В 11:20/11:55 9 февраля «Варяг» и «Кореец» (последнему был подан соответствующий сигнал) снялись с якорей и двинулись к выходу из бухты. Команды были выстроены на верхней палубе, при проходе мимо нейтральных кораблей оркестр играл национальные гимны их стран. На иностранных кораблях также играла музыка, их команды провожали русские корабли криками «ура». В 11:25/12:00 на «Варяге» пробили боевую тревогу и подняли боевой флаг.
Первым со стоянки вышел «Кореец», быстрее снявшийся с якоря, но в 11:40/12:15 канонерскую лодку обогнал «Варяг», после чего она двигалась за крейсером на расстоянии 1—2,5 кабельтова. Выход русских кораблей стал неожиданностью для японцев — Уриу пришёл к выводу, что «Варяг» и «Кореец» останутся в порту, и начал подготовку к атаке их миноносцами на якорной стоянке вечером 9 февраля, пригласив на флагманскую «Наниву» командиров «Чиоды» и «Хаябусы». В 11:30/12:05 выход русских кораблей был обнаружен крейсером «Чиода», а в 11:37/12:12 Уриу отдал приказ об экстренной съёмке с якоря. Японские корабли, не имея времени на подъём якорей, расклёпывали якорные цепи, а тактические группы формировались по ходу съёмки. В 11:40/12:15 Уриу приказал кораблям эскадры готовиться к бою и поднять боевые флаги.
Оценив ситуацию, Уриу приказал «Чиоде» поддерживать «Асаму», сформировав таким образом отдельную боевую группу. Согласно рапортам Руднева, Уриу поднял сигнал с предложением о сдаче, что опровергается японскими источниками, а также тем фактом, что флагманская «Нанива» в это время перекрывалась «Асамой». Бой начался в 11:45/12:20 пристрелочным выстрелом с «Асамы» на расстоянии 7000 м. Русские корабли шли со скоростью около 10 узлов (согласно рапорту командира «Корейца», лодка шла «средним ходом», дав полный ход уже после начала боя), не пытаясь использовать преимущество «Варяга» в скорости.
Русские корабли открыли огонь в 11:47/12:22. «Варяг» вёл бой бронебойными снарядами, «Кореец» и японские корабли — фугасными; при этом японские снаряды разрывались при ударе о воду. В 11:59/12:34 «Варяг» начал подворачивать влево, в 12:00/12:35 на «Асаме» отметили попадание 203-мм снаряда в район кормового мостика русского крейсера, вызвавшее пожар. По наблюдениям японской стороны, с 12:35 до 12:38 «Варяг» развил сильный огонь, но не смог его поддерживать далее. В 12:03/12:38 152-мм снаряд с «Асамы» попал в правое крыло переднего мостика «Варяга», этим попаданием была уничтожена носовая дальномерная станция, убит мичман А. Нирод и выведены из строя дальномерщики, начался пожар в штурманской рубке. После этого русский крейсер неожиданно для японцев сбросил ход и начал циркуляцию вправо, поворачивая на обратный курс (по русским данным, поворот начался в 12:15/12:50, по японским — на 10 минут раньше). Согласно рапорту Руднева, одним из японских снарядов перебило коммуникационную трубу с приводами к рулевой машине, однако обследование «Варяга» после подъёма следов попаданий в районе прохождения трубы и боевых повреждений рулевого управления не выявило. Поворот крейсера мотивировался его командиром желанием на время выйти из сферы огня противника, потушить пожары и исправить рулевое управление.
По японским данным, в короткий период с 12:05/12:40 по 12:06/12:41, когда «Варяг» совершал циркуляцию, и расстояние до него было минимальным (4800 м), он получил большое количество попаданий — одно 203-мм снарядом между носовым мостиком и трубой, и пять-шесть 152-мм снарядами в носовую и центральную часть корабля. Последнее попадание было зафиксировано в 12:10/12:45 — 203-мм снаряд разорвался в кормовой части русского крейсера. До 11:59/12:34 по «Варягу» вёл огонь только «Асама», затем до 12:13/12:48 — с разной интенсивностью все японские крейсера; после до конца боя стреляли «Асама» и «Ниитака». По рапорту Руднева, в период циркуляции «Варяг» испытывал трудности в управлении, в результате чего для предотвращения столкновения с островом Пхальмидо пришлось кратковременно давать задний ход.
В 12:13/12:48 «Варяг» завершил циркуляцию и вместе с «Корейцем» двинулся назад к якорной стоянке, преследуемый японскими крейсерами, в первую очередь — «Асамой» и «Ниитакой». В 12:40/13:15 в связи с подходом русских кораблей к якорной стоянке, что при продолжении боя создавало угрозу нейтральным кораблям, японские крейсера прекратили огонь и отошли. Через пять минут из-за увеличившегося расстояния до противника русские корабли также завершили стрельбу, а в 13:00/13:35 встали на якорь на своих стоянках.

### Итоги сражения
Японские крейсера вели бой тремя боевыми группами: «Асама» и «Чиода», «Нанива» и «Ниитака», «Такачихо» и «Акаси». Миноносцы находились в 500—600 м от не стреляющего борта «Нанивы» и в бою фактически не принимали участия. Бой осложнялся узостью фарватера, что затрудняло для японцев одновременный ввод в бой всех кораблей, сильным течением, осложнявшим поддержание курса, а также периодическим попаданием «Варяга» в створ с островом Пхальмидо, что вынуждало отдельные японские корабли временно прекращать огонь. Японские корабли в ходе боя активно маневрировали, развивая при этом скорость до 18 узлов. Бой вёлся на расстоянии от 4800 до 8000 м.
Наиболее активное участие в бою приняли «Асама», «Чиода» и «Ниитака». Остальные японские крейсера выпустили незначительное количество снарядов.
| Дистанции боя и расход боеприпасов японских крейсеров |         |         |          |           |            |         |       |
|                                                       | «Асама» | «Чиода» | «Нанива» | «Ниитака» | «Такачихо» | «Акаси» | Итого |
| Дистанции боя                                         |         |         |          |           |            |         |       |
| Максимальная дистанция, м                             | 7000    | 6000    | 6800     | 6000      | 8000       | 6500    |       |
| Минимальная дистанция, м                              | 4800    | 4800    | 6200     | 5300      | 5600       | 6000    |       |
| Расход снарядов                                       |         |         |          |           |            |         |       |
| 203 мм                                                | 27      |         |          |           |            |         | 27    |
| 152 мм                                                | 103     |         | 14       | 53        | 10         | 2       | 182   |
| 120 мм                                                |         | 71      |          |           |            |         | 71    |
| 76 мм                                                 | 9       |         |          | 130       |            |         | 139   |

Расход снарядов в бою русскими кораблями остаётся предметом дискуссии. Согласно рапорту Руднева, «Варяг» выпустил 425 152-мм снарядов, 470 — 75-мм, 210 — 47-мм, то есть значительно больше, чем все японские корабли, вместе взятые. Однако, произведённый японцами после подъёма крейсера подсчёт оставшихся на нём снарядов эту информацию не подтверждает и даёт значительно меньшие цифры расхода боеприпасов «Варягом» в бою. Согласно подсчёту, крейсер выпустил не более 160 снарядов калибра 152 мм и около 50 — калибра 75 мм. Расход снарядов «Корейцем», согласно рапорту его командира, составил: 203 мм — 22, 152 мм — 27, 107 мм — 3.

## Повреждения и потери

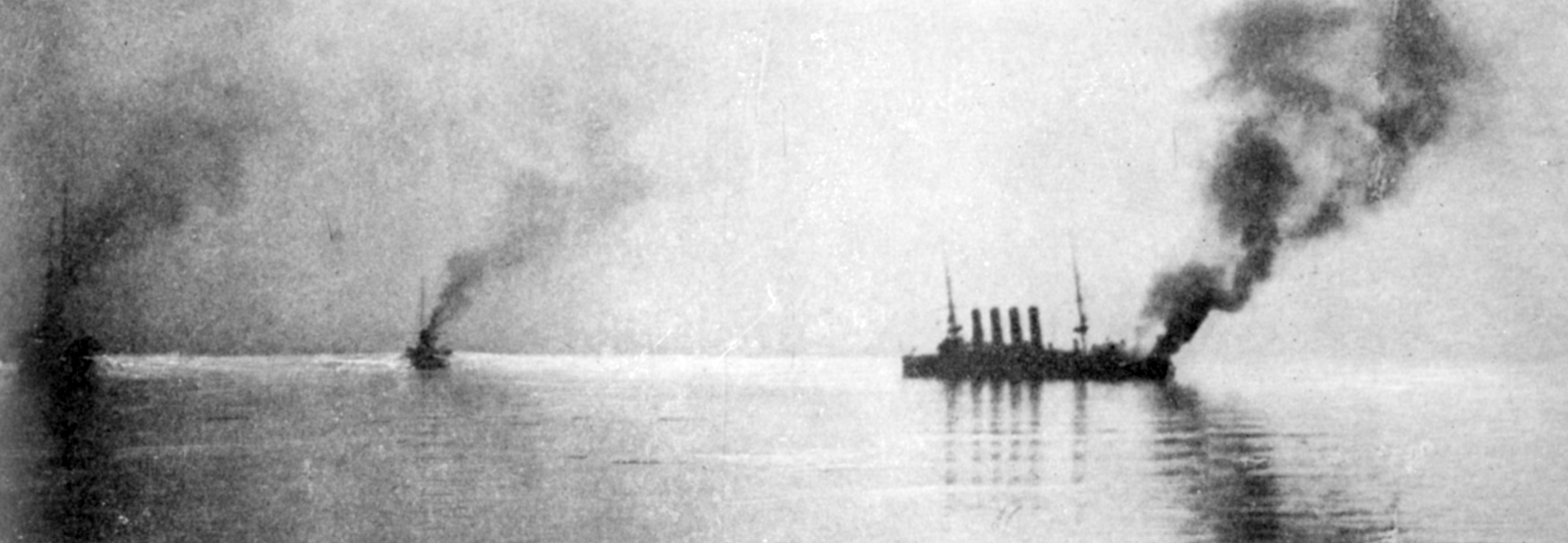
«Варяг» после боя, незадолго до затопления. Виден крен корабля и сильный пожар на корме

В ходе боя на японских кораблях было зафиксировано попадание в «Варяг» снарядов: 203 мм c «Асамы» — 3, 152 мм — 6 или 7 (4—5 с «Асамы» и по одному с «Нанивы» и «Такачихо»). «Чиода» отрапортовала также о предположительном одном попадании в «Кореец», вызвавшем пожар, что не подтверждается русскими данными.
В вахтенном журнале «Варяга» и отчётах Руднева зафиксирован ряд попаданий, в том числе одно в подводную часть корабля, вызвавшее затопление части угольных ям и заметный крен судна на левый борт. Отмечены два попадания в кормовую часть крейсера, вызвавшие пожары, причём в одном случае горели артиллерийские пороховые заряды, палуба и вельбот, а во втором — разрушены офицерские каюты и подожжена мука в провизионном отделении (этот пожар так и не был окончательно потушен). Другими попаданиями была уничтожена дальномерная станция № 2, повреждён грот-марс и дымовая труба № 3, подбит ряд орудий. Разрывом одного из снарядов, осколки которого залетели в боевую рубку, был контужен командир крейсера, убиты и ранены ещё несколько человек. Проведённый после боя осмотр выявил повреждения: пяти 152-мм, семи 75-мм и всех 47-мм орудий.
Из команды «Варяга» непосредственно в ходе боя погибли 1 офицер и 22 нижних чина (после боя в течение нескольких дней скончались ещё 10 человек). Точное количество раненых остаётся дискуссионным, поскольку в источниках фигурируют различные цифры. В вахтенном журнале крейсера указано, что были тяжело ранены один офицер и 26 нижних чинов, «ранены менее серьёзно» — командир крейсера, два офицера и 55 нижних чинов, все раненые указаны поимённо. В рапорте Руднева управляющему Морским министерством указано, что тяжёлые и средние ранения получили один офицер и 85 нижних чинов, лёгкие ранения — два офицера и более ста нижних чинов, в рапорте наместнику Рудневым приводятся другие цифры — ранены серьёзно один офицер и 70 нижних чинов, легко — два офицера, а также многие нижние чины получили мелкие раны от осколков снарядов. В официальном санитарном отчёте по итогам русско-японской войны приводится цифра в 97 раненых, наконец, согласно историческому журналу крейсера «Тэлбот», всего на нейтральные корабли было принято 68 раненых (четверо офицеров и 64 нижних чина), несколько человек из которых впоследствии скончались. Канонерская лодка «Кореец» потерь в экипаже не имела, а повреждения ограничились одной осколочной пробоиной в таранном отсеке.
В ходе подъёма «Варяга» японцы изучили крейсер и детально описали обнаруженные повреждения. Всего в корпусе и надстройках (мачты и трубы были при подъёме демонтированы) были обнаружены следы 9 боевых повреждений, а также одно повреждение, возникшее после затопления корабля:
1. Пробоина размером 0,6 × 0,15 м на переднем мостике по правому борту и рядом с ней несколько мелких пробоин;
2. Пробоина размером 3,96 × 1,21 м и рядом с ней 10 мелких пробоин на палубе по правому борту в районе переднего мостика;
3. Пробоина размером 0,75 × 0,6 м и рядом с ней три мелких пробоины в фальшборте по правому борту, между первой и второй дымовой трубой;
4. Пробоина размером 1,97 × 1,01 м в левом борту у ватерлинии (нижняя кромка пробоины уходила на 0,8 м ниже ватерлинии), между второй и третьей дымовой трубой;
5. Подводная пробоина размером 1,99 × 0,15 м в левом борту, за четвёртой дымовой трубой, возникшая в результате продавливания борта камнями после затопления корабля;
6. 12 небольших пробоин в центральной части верхней палубы, в районе грот-мачты;
7. Пробоина размером 0,72 × 0,6 м в левом борту на 1,62 м выше ватерлинии, под 152-мм орудием № 10;
8. Очень большая (размером 3,96 × 6,4 м) пробоина на верхней палубе по левому борту, в районе 152-мм орудий № 11 и 12, там же произошёл большой пожар;
9. Шесть небольших пробоин по правому борту у кормовой оконечности за 152-мм орудиями;
10. Пробоина размером 0,75 × 0,67 м на верхней палубе в кормовой оконечности.

Учитывая попадания в демонтированные конструкции, А. Полутов приходит к выводу о наличии 11 попаданий в «Варяг». По мнению В. Катаева, повреждение № 5 возникло вследствие посадки крейсера на камни у острова Пхальмидо, а повреждения № 8, 9 и 10 имеют не боевой характер и являются результатом пожара и взрыва боеприпасов, произошедшего в Чемульпо на брошенном после эвакуации команды корабле.
В результате обследования корабля японцами также было установлено, что пожарами была повреждена 1⁄6 часть корабля, особенно пострадала палуба в кормовой части. Силовая установка и механизмы винто-рулевой группы никаких боевых повреждений не имели и находились в исправном состоянии. Все 152-мм орудия, а также не менее шести 75-мм и двух 47-мм орудий «Варяга» японцы после обследования признали пригодными для использования.
Согласно русским источникам (рапорты Руднева и Беляева, вахтенные журналы кораблей), наблюдалось попадание в кормовой мостик «Асамы» с пожаром и потопление одного из миноносцев. По якобы полученным Рудневым сведениям из различных, не названных им в рапортах конкретно, источников (в том числе, слухов), крейсер «Такачихо» затонул после боя при переходе в Сасебо, причём якобы вместе с 200 ранеными, зачем-то перегруженными на него, утопающего, с «Асамы»; крейсера́ «Асама» и «Нанива» были поставлены в док для исправления повреждений, японцы свезли на берег 30 убитых.
Однако японские исторические и архивные источники утверждают об отсутствии попаданий в корабли японской эскадры, а также каких-либо повреждений и потерь. Это полностью подтверждается активным участием якобы повреждённых крейсеров «Такачихо» и «Асама», а также прочих японских участников боя, в последующих событиях русско-японской войны, в том числе вскоре после боя в Чемульпо.
В настоящее время хорошо известна судьба кораблей японского флота; в частности, крейсер «Такачихо» погиб уже в ходе Первой мировой войны при осаде Циндао, миноносцы 9-го и 14-го отрядов были исключены из списков флота в 1919—1923 годах и сданы на слом. Стрельба русских кораблей оценивалась Уриу как «беспорядочная» и имевшая «крайне низкую точность». Неэффективность стрельбы русских кораблей объясняется слабой подготовкой комендоров (так, в ходе учебных стрельб по щиту 16 декабря 1903 года из 145 выпущенных «Варягом» снарядов цель поразили лишь три малокалиберных, и ни один — главного калибра), ошибками в определении дистанции до вражеских кораблей (связанных в том числе с выходом из строя в бою дальномерных станций), разрушением системы управления огнём.

## После боя

### Уничтожение русских кораблей

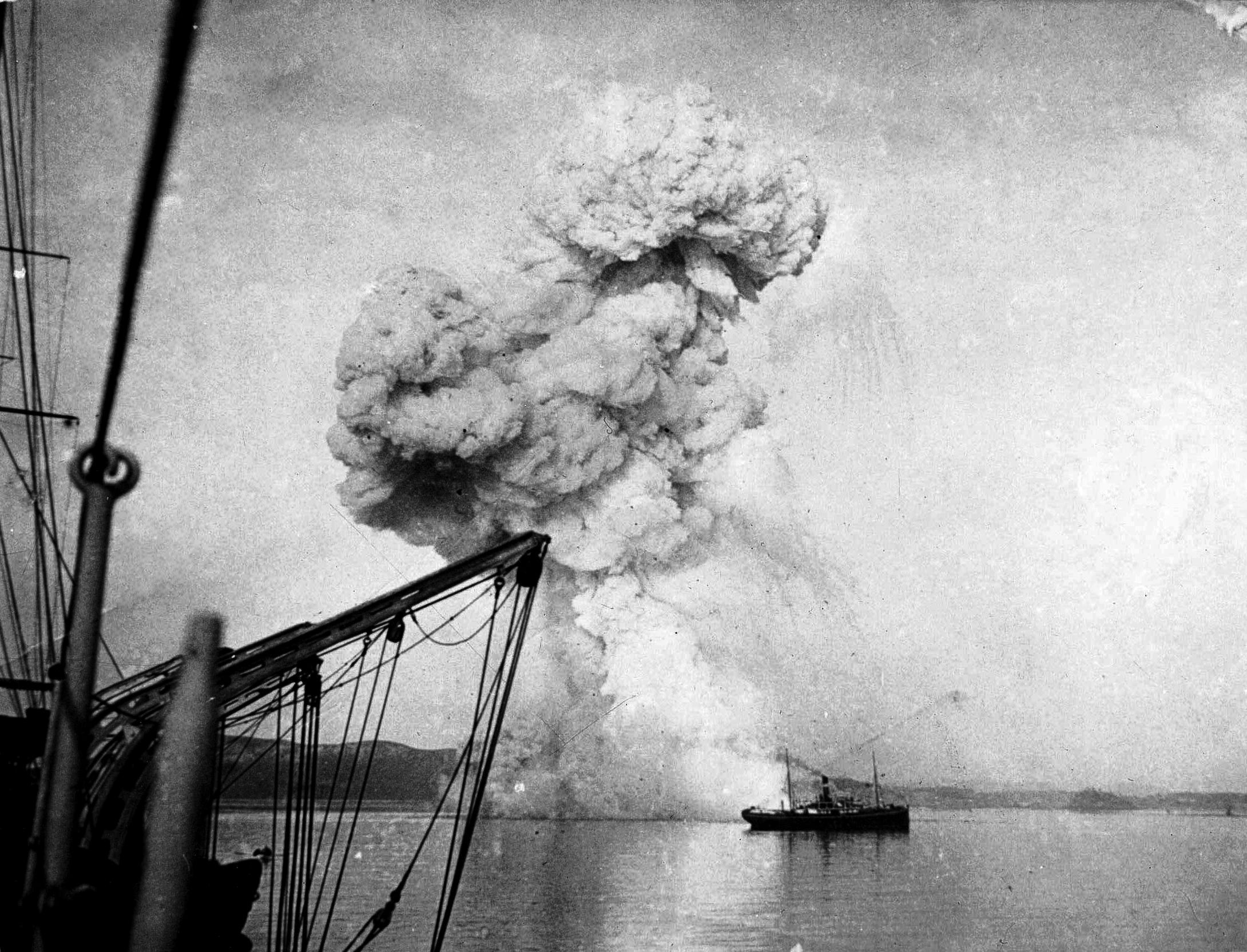
Взрыв «Корейца»

После постановки на якорь офицеры и команда «Варяга» приступили к осмотру корабля и исправлению повреждений. В 13:35 Руднев отправился на «Талбот», где заявил его командиру о намерении уничтожить «Варяг» и перевезти команду на нейтральные корабли; получив согласие Бэйли, Руднев в 13:50 вернулся на крейсер и сообщил о своём решении офицерам, которые на общем совете поддержали командира (решение офицеров не было единогласным; в частности, старший офицер «Варяга» В. Степанов не был приглашён на совет, и приказ Руднева покинуть корабль стал для него полной неожиданностью).
К «Варягу» стали прибывать шлюпки с иностранных кораблей с врачами, которые начали перевозить сначала раненых, а затем и остальную команду корабля на английский, французский и итальянский крейсера. Командир американской канонерской лодки, не имея указаний от руководства, отказался принимать русских моряков, в связи с чем Руднев отослал её шлюпку с врачом. К 15:50 перевозка команды крейсера была завершена; по просьбе командиров иностранных судов, опасавшихся вероятности повреждения своих кораблей при взрыве (имевшей место согласно сообщению Руднева), было решено ограничиться затоплением «Варяга» путём открытия клапанов и кингстонов; при этом не проводились мероприятия, направленные на приведение вооружения и оборудования крейсера в непригодность. Командой был взят минимум вещей, тела погибших не эвакуировались и были оставлены на корабле. В 18:10 «Варяг», имея на корме продолжающийся пожар, опрокинулся на левый борт и лёг на грунт.
В 15:30 командир «Корейца» собрал офицеров, сообщил им о принятом Рудневым решении и предложил обсудить дальнейшую судьбу канонерской лодки. Все офицеры, начиная с младшего, высказались о бессмысленности нового боя в связи с подавляющим превосходством противника и невозможности нанести ему какой-либо ущерб. В связи с этим было принято решение «Кореец» взорвать, а команду переправить на нейтральные корабли. Из-за спешности эвакуации команда не брала вещей, а секретные документы были сожжены в присутствии специальной комиссии. Последняя шлюпка с лодки отвалила в 15:51, а в 16:05 канонерская лодка была взорвана и затонула. Одновременно был подожжён пароход «Сунгари», через некоторое время севший на грунт.

### Судьба команд

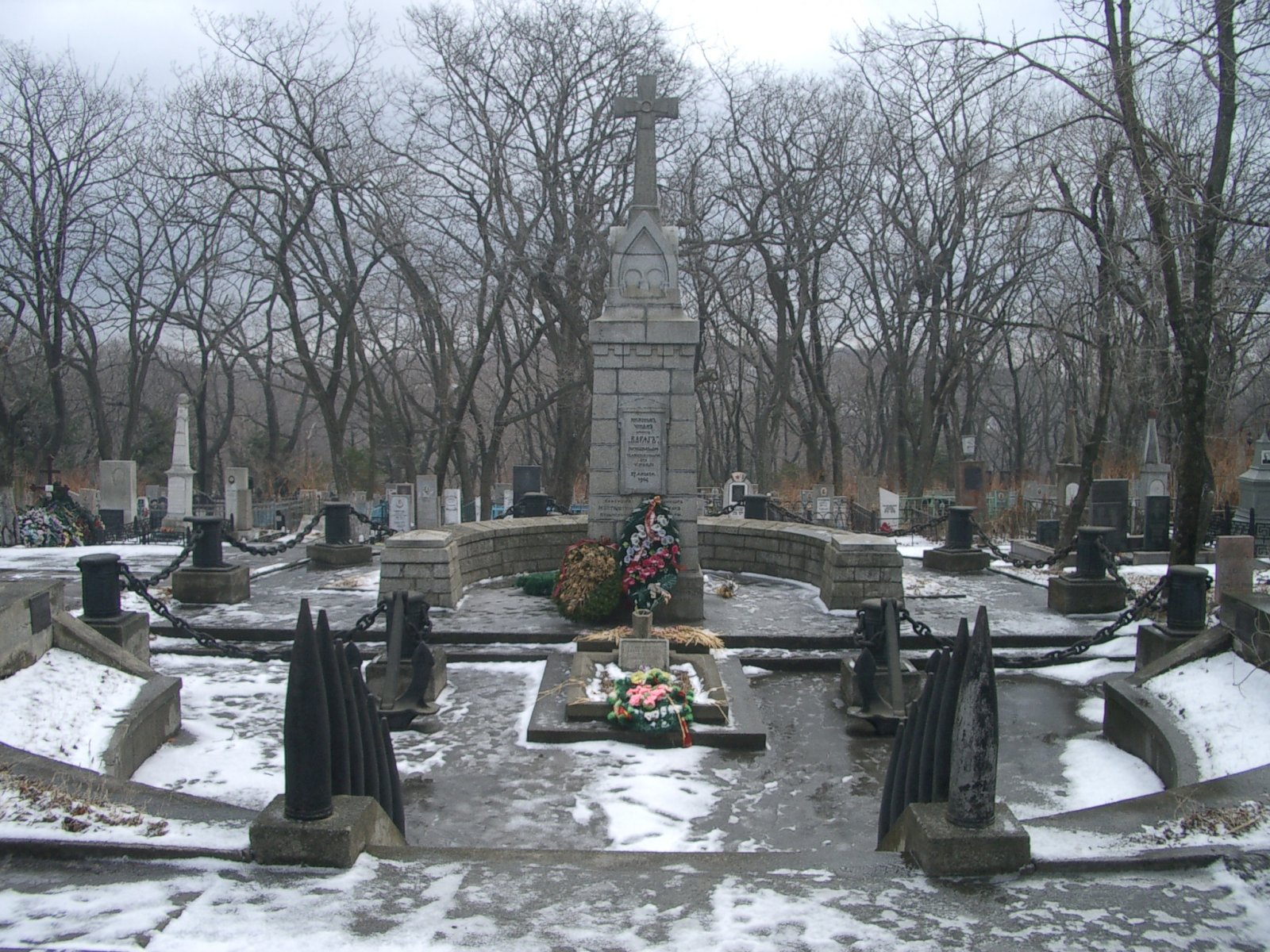
Захоронение нижних чинов крейсера «Варяг» на Морском кладбище Владивостока

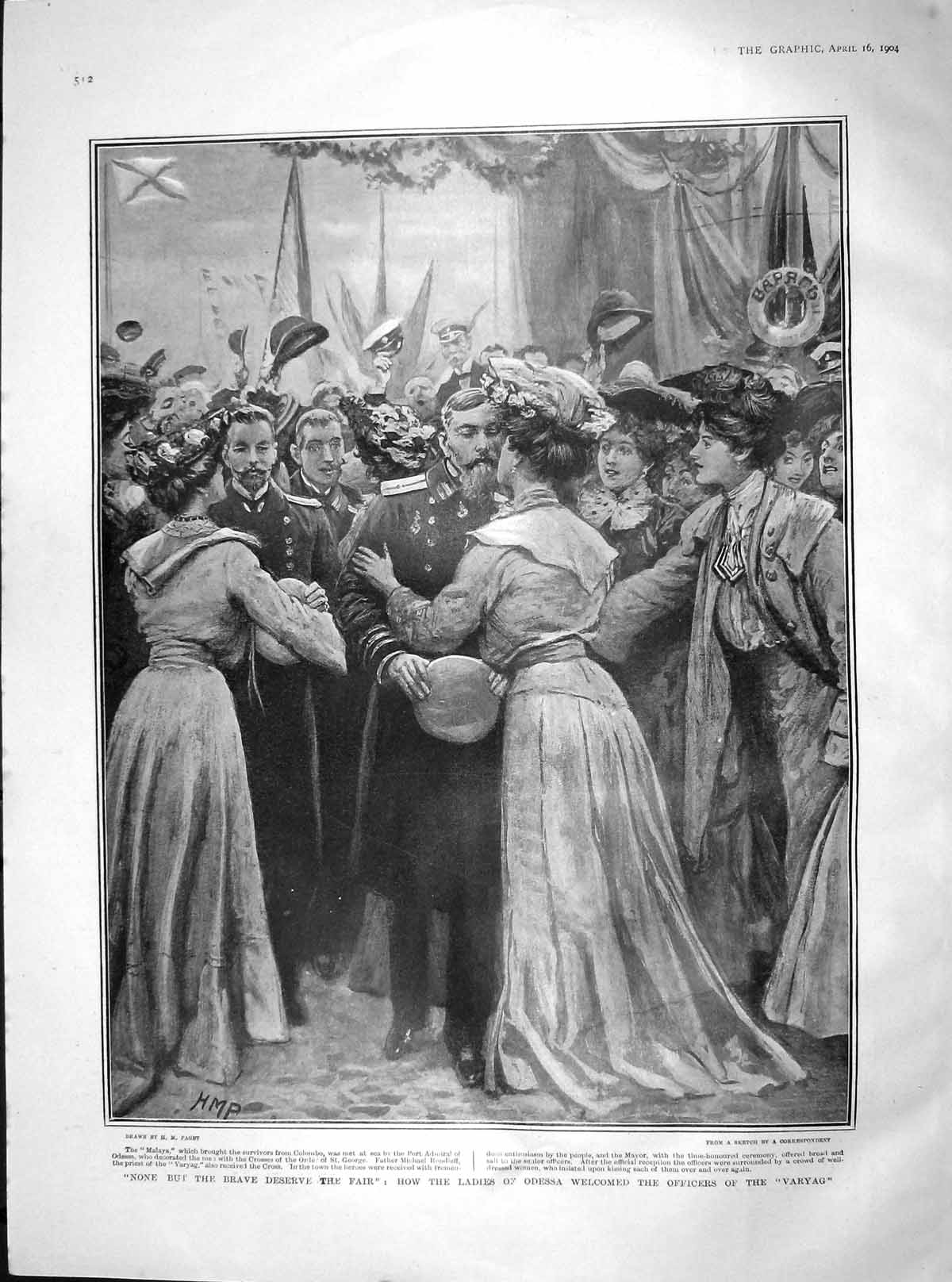
Встреча героев Чемульпо в Одессе, иллюстрация из The Illustrated London News

Офицеры и команды русских кораблей были размещены на французском крейсере «Паскаль» (216 человек), английском крейсере «Талбот» (273 человека) и итальянском крейсере «Эльба» (176 человек). Учитывая высокую скученность и отсутствие условий для ухода за ранеными (из которых вскоре умерло 8 человек), было принято решение о свозе 24 тяжелораненых на берег, в японский госпиталь Красного Креста. Одновременно по дипломатическим каналам велись переговоры о статусе русских моряков; японцы согласились на возвращение их на родину при условии дачи ими обязательства более не участвовать в войне, на что требовалось высочайшее соизволение. 27 февраля Николай II дал своё согласие на условия японцев, но вывоз команд русских кораблей начался раньше, под обязательства иностранных правительств. 16 февраля «Паскаль» ушёл в Шанхай и затем в Сайгон, где и высадил русских моряков. Английский и итальянский крейсера ушли в Гонконг, где команды русских кораблей, находившиеся на «Талботе», переправили через Коломбо в Одессу (куда они прибыли 1 апреля и были торжественно встречены горожанами), а моряков с «Эльбы» — в Сайгон. Из Сайгона через Крит и Одессу моряки 23 апреля прибыли в Севастополь. После торжественной встречи в Санкт-Петербурге команды кораблей были расформированы и распределены по разным флотам, кроме Тихоокеанского (согласно договорённости с японцами о неучастии команд в боевых действиях).
Останки погибших моряков были в 1911 году перенесены во Владивосток и захоронены в братской могиле на Морском кладбище города. Над могилой установлен обелиск из серого гранита.

### Судоподъёмные работы
«Варяг» был затоплен на мелководье, и при отливе его правый борт полностью выступал из воды. С 10 февраля корабли Уриу несли сторожевую службу вблизи корпуса корабля, на котором был поднят японский флаг. С 18 февраля специальный отряд, сформированный японцами для подъёма, приступил к обследованию русских кораблей и извлечению из них различного оборудования и имущества. В первую очередь был снят паровой катер «Варяга», который в дальнейшем использовался для нужд судоподъёмной экспедиции. Затонувшие корабли были обследованы водолазами, обнаружившими в помещениях «Варяга» штурманские карты, различные документы и наставления, схемы корабля и техническую документацию, что в дальнейшем значительно облегчило работы по подъёму. Трофеями японцев стали также 24 корабельных и шлюпочных андреевских флага.
С марта по октябрь 1904 года с «Варяга» была снята большая часть артиллерии, в том числе 10 орудий калибра 152 мм, признанных пригодными для использования. Подъём крейсера проходил в несколько этапов и был завершён 8 августа 1905 года. После обследования состояния механизмов, демонтажа оставшегося вооружения и выгрузки боеприпасов, монтажа временных дымовых труб и мачт (изначально установленные были демонтированы в ходе судоподъёмных работ) 5 ноября 1905 года корабль своим ходом вышел из Чемульпо в Сасебо. В дальнейшем после ремонта и частичного перевооружения был введён в состав японского флота под именем «Соя» и активно использовался как учебный корабль.
После обследования «Корейца» от его подъёма, в связи со значительными повреждениями, было решено отказаться. С корабля были подняты по одному орудию калибров 203 мм, 152 мм, 107 мм и 37 мм, после чего корпус корабля был продан на металлолом. Пароход «Сунгари» был поднят 6 августа 1904 года, отремонтирован и включён в состав японского флота под именем «Мацуэ-мару» как вспомогательный крейсер.

## Бой у Чемульпо в пропаганде и массовой культуре
Учитывая неудачное начало войны, царское правительство решило широко использовать бой в пропагандистских целях, что явилось для некоторых участников боя неожиданностью (согласно воспоминаниям штурмана «Варяга» Е. Беренса, возвращаясь в Россию, они полагали, что их отдадут под суд). В Одессе, Севастополе и Санкт-Петербурге были устроены торжественные встречи участников боя, причём в столице — с участием императора Николая II. Все без исключения участники боя были награждены — офицеры, а также гражданские чины (в том числе чиновники и врачи) обоих кораблей получили ордена Святого Георгия 4-й степени или другие ордена, нижние чины — знаки отличия Военного ордена 4-й степени. Два матроса получили знаки отличия Военного ордена 3-й степени, поскольку награду 4-й степени они уже имели. Более того, офицеры «Корейца» были награждены даже дважды — кроме ордена Святого Георгия, они получили также очередные ордена с мечами. Все участники боя были награждены специально учреждённой медалью «За бой „Варяга“ и „Корейца“». Столь массовое награждение высокими наградами являлось для российского флота беспрецедентным событием. Уже в советское время, в 1954 году, в ознаменование 50-летия боя его оставшиеся к тому времени в живых участники были награждены медалями «За отвагу».
Бой вызвал широкий отклик в массовой культуре. Ему посвящены две широко известные песни — «Плещут холодные волны» и «Врагу не сдаётся наш гордый „Варяг“», написанные ещё в 1904 году (автором стихов, использованных во второй из них, являлся австрийский поэт Рудольф Грейнц), художественные фильмы «Battle of  Chemulpo Bay» (США, 1904) «Крейсер „Варяг“» (1946), большое количество книг и статей в массовых изданиях.

## Оценки сражения
В 1907 году японский император Муцухито в знак признания героизма русских моряков направил В. Ф. Рудневу орден Восходящего солнца II степени.
Действия японской стороны в современных источниках оцениваются как грамотные и профессиональные. Они позволили выполнить все поставленные задачи — обеспечить высадку десанта и нейтрализовать русские корабли, не понеся при этом потерь. Отмечается, что победа была достигнута японцами в первую очередь за счёт подавляющего превосходства в силах и использования особенностей района боя, лишивших русские корабли свободы манёвра.
Решение о вступлении русских кораблей в бой против значительно превосходящих сил противника оценивается как героическое, в том числе и с японской стороны. В то же время отмечается, что положения «Морского устава» не оставляли для Руднева иного варианта действий, кроме принятия боя — сдача корабля японцам либо его затопление без боя квалифицировались бы как должностное преступление. По мнению ряда авторов (в частности, В. Д. Доценко, а также генерал-майора А. И. Сорокина), командиром «Варяга» был допущен ряд серьёзных ошибок:
- не была использована для прорыва ночь перед боем;
- идя на прорыв, «Варяг» связал себя тихоходным «Корейцем», не использовав своё преимущество в скорости хода (эту ошибку отмечал также военно-морской историк и теоретик В. А. Белли[93]);
- после боя «Варяг» был не взорван, а затоплен на мелководье, что позволило японцам поднять его и ввести в строй.

Вызывает критику решение Руднева о возвращении в Чемульпо вместо продолжения боя, а также неэффективное использование русскими кораблями артиллерии, в результате чего японские корабли не понесли какого-либо ущерба.

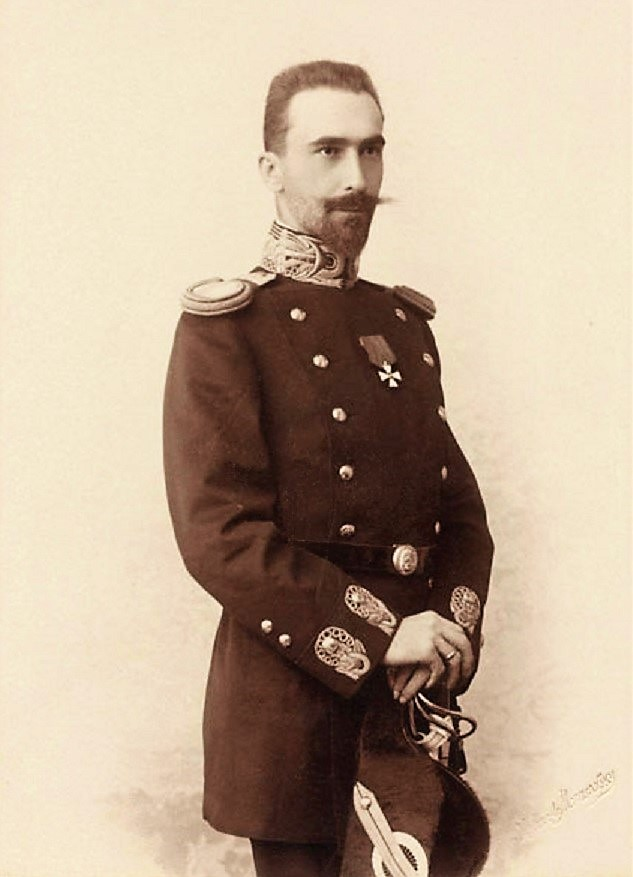
Старший штурман «Варяга» Евгений Беренс с орденом Георгия за бой у Чемульпо

Беспрецедентное награждение высшими военными наградами всех членов экипажей кораблей было неоднозначно встречено в офицерской среде:

Такое массовое награждение, в связи с оказанными экипажам этих судов в России неслыханными почестями, произвело на армию весьма неблагоприятное впечатление. Для каждого было ясно, что если от командира судна требовалась некоторая решимость, чтобы идти навстречу превосходному в силах неприятелю, то со стороны остальных чинов одно присутствие на корабле (может быть и невольное) само по себе не составляло ещё заслуги, достойной награждения высшим военным орденом. Неудовольствие в офицерской среде стало ещё сильнее, когда впоследствии выяснилось, что вообще в указанном бою экипажем «Варяга» не было совершено никакого подвига, а на «Корейце» даже почти не было потерь.

## Использованная литература и источники
1. ↑  Подшивалов А. А., Подшивалов И. А. Крейсер «Варяг»: пропагандистский символ эпохи. // Военно-исторический журнал. — № 10. — С.94.
2. ↑  Полутов, 2009, с. 138.
3. ↑  Историческая комиссия, 1912, с. 288—289.
4. ↑  Александров А. Что произошло в Чемульпо? // ФлотоМастер. — 2004. — № 5. — С. 12—24.
5. ↑  Полутов, 2009, с. 193.
6. ↑  Полутов, 2009, с. 139—143.
7. ↑  Полутов, 2009, с. 142—144.
8. ↑  Историческая комиссия, 1912, с. 293—294.
9. ↑  Историческая комиссия, 1912, с. 294—295.
10. ↑  Полутов, 2009, с. 162.
11. ↑  Полутов, 2009, с. 165—168.
12. ↑  Полутов, 2009, с. 169—182.
13. ↑  Полутов, 2009, с. 167—168, 185—190.
14. ↑  Полутов, 2009, с. 187.
15. 1 2 3 4  Вахтенный журнал крейсера 1-го ранга «Варяг». — РГА ВМФ Ф. 875, Оп. 1, Д. 30585. — С. 89—105. Архивировано 5 сентября 2013 года.
16. 1 2 3  Вахтенный журнал мореходной канонерской лодки «Кореец». — РГА ВМФ Ф. 870, Оп. 1, Д. 54236. — С. 75—87. Архивировано 5 сентября 2013 года.
17. ↑  Полутов, 2009, с. 202—203.
18. ↑  Полутов, 2009, с. 198.
19. ↑  Полутов, 2009, с. 204.
20. ↑  Полутов, 2009, с. 204—206.
21. ↑  Полутов, 2009, с. 206—208.
22. 1 2 3 4 5 6 7  Сулига С. В. Корабли Русско-японской войны 1904—1905 гг. Выпуск 2. Японский флот. — Якутск: Сахаполиграфиздат, 1995. — С. 15—27. — 48 с. — ISBN 5-85259-077-0.
23. 1 2  Полутов, 2009, с. 91.
24. ↑  Полутов, 2009, с. 93.
25. ↑  Полутов, 2009, с. 96.
26. 1 2  Полутов, 2009, с. 71.
27. 1 2  Полутов, 2009, с. 75.
28. 1 2  Полутов, 2009, с. 86.
29. ↑  Полутов, 2009, с. 87.
30. 1 2  Полутов, 2009, с. 83.
31. 1 2 3 4  Полутов, 2009, с. 99.
32. 1 2 3  Сулига С. В. Корабли Русско-японской войны. — М.: Аскольдъ, 1993. — С. 19—28. — 56 с. — ISBN 5-86579-001-3.
33. 1 2 3 4  Полутов, 2009, с. 101.
34. ↑  Полутов, 2009, с. 247, 231.
35. ↑  Полутов, 2009, с. 250.
36. ↑  Мельников, 1983, с. 138.
37. ↑  Катаев, 2008, с. 33—34, 50.
38. ↑  Катаев, 2012, с. 18.
39. ↑  Полутов, 2009, с. 221.
40. ↑  Полутов, 2009, с. 220—222.
41. ↑  Полутов, 2009, с. 223—225.
42. ↑  Полутов, 2009, с. 222.
43. ↑  Полутов, 2009, с. 225—226.
44. ↑  Полутов, 2009, с. 223, 228.
45. ↑  Полутов, 2009, с. 228.
46. ↑  Действия флота. Документы, 1911, с. 152.
47. ↑  Действия флота. Документы, 1911, с. 169—171.
48. ↑  Полутов, 2009, с. 228—229.
49. 1 2  Полутов, 2009, с. 369.
50. ↑  Действия флота. Документы, 1911, с. 148.
51. ↑  Полутов, 2009, с. 244—245.
52. ↑  Полутов, 2009, с. 230—231.
53. ↑  Действия флота. Документы, 1911, с. 149.
54. ↑  Полутов, 2009, с. 235, 242—244.
55. ↑  Полутов, 2009, с. 247.
56. ↑  Полутов, 2009, с. 366—367.
57. ↑  Действия флота. Документы, 1911, с. 161.
58. ↑  Историческая комиссия, 1912, с. 170—173.
59. ↑  Мельников, 1983, с. 215—217.
60. 1 2 3  Катаев, 2008, с. 68.
61. ↑  Действия флота. Документы, 1911, с. 173.
62. ↑  Действия флота. Документы, 1911, с. 150.
63. ↑  Крейсер «Тэлбот» в Чемульпо // ФлотоМастер. — 2004. — № 1. — С. 10.
64. ↑  Полутов, 2009, с. 369—371.
65. 1 2  Полутов, 2009, с. 371.
66. ↑  Полутов, 2009, с. 362—365.
67. ↑  Историческая комиссия, 1912, с. 171—172.
68. ↑  Полутов, 2009, с. 239—240, 243, 250.
69. ↑  Сулига С. В. Корабли Русско-японской войны 1904—1905 гг. Выпуск 2. Японский флот. — Якутск: Сахаполиграфиздат, 1995. — С. 41. — 48 с. — ISBN 5-85259-077-0.
70. ↑  Александров А. Что произошло в Чемульпо? // ФлотоМастер. — 2004. — № 6. — С. 20—21.
71. ↑  Катаев, 2008, с. 110—111.
72. ↑  Историческая комиссия, 1912, с. 311—313.
73. ↑  Полутов, 2009, с. 382.
74. ↑  Историческая комиссия, 1912, с. 313—315.
75. ↑  Историческая комиссия, 1912, с. 315—319.
76. ↑  Полутов, 2009, с. 381—383.
77. ↑  Катаев, 2012, с. 171.
78. ↑  Доценко В. Д. Мифы и легенды Российского флота. — СПб.: Полигон, 2002. — С. 99. — 352 с. — ISBN 5-89173-166-5.
79. ↑  Полутов, 2009, с. 361—367.
80. ↑  Полутов, 2009, с. 361—373.
81. ↑  Полутов, 2009, с. 377.
82. ↑  Полутов, 2009, с. 252.
83. ↑  Е. В. Лозовский. Заметки о медали за бой при Чемульпо // Петербургский коллекционер : газета. — СПб., 2010. — Вып. 62, № 6. — С. 43—45. Архивировано 13 ноября 2013 года.
84. ↑  Е. В. Лозовский. Под покровом легенд и мифов // Петербургский коллекционер : газета. — СПб., 2006. — Вып. 38, № 2. — С. 20—21. Архивировано 13 ноября 2013 года.
85. ↑  Катаев, 2012, с. 172—175.
86. ↑  Манвелов, Николай. Легенды гордого «Варяга». «Российский Императорский флот». infoart.udm.ru. Дата обращения: 11 февраля 2008. Архивировано из оригинала 20 мая 2007 года.
87. ↑  Мороз В. Бессмертие «Варяга» Архивная копия от 16 ноября 2007 на Wayback Machine // Красная звезда. — 2004. — 7 февр. — С. 1, 2: ил.
88. ↑  Полутов, 2009, с. 249.
89. 1 2 3  Доценко В. Д. Мифы и легенды Российского флота. — СПб.: Полигон, 2002. — С. 101—103. — 352 с. — ISBN 5-89173-166-5.
90. ↑  Полутов, 2009, с. 240.
91. ↑  Александров А. Что произошло в Чемульпо? // ФлотоМастер. — 2004. — № 6. — С. 9—10.
92. ↑  Сорокин А. И. Русско-японская война 1904-1905 гг. (военно-исторический очерк). — М.: Воениздат, 1956. — С. 75.
93. 1 2  Белли В. А. В Российском Императорском флоте. Воспоминания. — СПб.: Петербург. ин-т печати, 2005. — С. 75. — 352 с. — ISBN 5-93422-018-7.
94. ↑  Мартынов Е. И. Из печального опыта Русско-Японской войны. — СПб.: Военная типография (в здании Главного Штаба), 1906. — С. 129—130. — 176 с.